# 구제 금융
구제 금융(bailout), 긴급 구제는 파산 위기에 처한 기업이나 국가에 재정적 지원을 제공하는 것이다.
구제금융은 글로벌 시스템적으로 중요한 금융기관(G-SIFI)의 채권 보유자나 예금자가 자본 확충 과정에 참여하도록 강제하는 베일인(bailin, 2010년 신조)이라는 용어와 다르지만, 납세자는 그렇지 않다. 일부 정부는 파산 절차에 참여할 권한도 갖고 있다. 예를 들어, 미국 정부는 2009~2013년 제너럴 모터스의 구제금융에 개입했다. 구제금융을 통해 파산 절차를 피할 수 있지만 반드시 그런 것은 아니다. 구제 금융의 영단어 bailout이라는 용어는 원래 해상에서 유래되었으며 양동이를 사용하여 가라앉는 선박에서 물을 제거하는 행위를 설명한다.

## 같이 보기
- 대침체
- 레몬 사회주의
- 서브프라임 모기지 사태
- 파산
- 거품경제
- 현금흐름
- 금융위기
- 국유화
- 주가 대폭락